# Parlement de l'Inde
Assemblée constituante
Nouveau bâtiment du Parlement (en)
Le Parlement de l'Inde (en anglais : Parliament of India ; en hindi : भारतीय संसद IAST : Bhāratīya Sansad) est l'organe législatif bicaméral de la république de l'Inde. Il est établi à la suite de l'indépendance du pays par la Constitution indienne, promulguée le 26 janvier 1950. Il comprend deux Chambres ainsi que le Président de l'Inde : la Rajya Sabha (Conseil des États), sa chambre haute et la Lok Sabha (Chambre du Peuple), sa chambre basse. Le chef du parti majoritaire à la Lok Sabha est traditionnellement nommé Premier ministre de l'Inde.
Le système politique indien repose sur une démocratie parlementaire inspirée du modèle britannique. La structure parlementaire du gouvernement de l'Inde et son système électoral à scrutin majoritaire uninominal sont directement dérivés du système mis en place avant l'indépendance par le colonialisme britannique.

## Composition

### Rajya Sabha
La Rajya Sabha (en hindi : राज्य सभा) — le Conseil des États — forme la chambre haute du Parlement. Elle est composée de 245 membres élu par les législatures des États et territoires. Douze membres sont nommés par le président de l'Inde pour leur expertise dans un domaine spécifique tel que la littérature, la science ou les services sociaux, le reste est
Le vice-président de l'Inde exerce ex oficio la présidence de la chambre. Il est élu par un collège électoral composé de membres des deux chambres du Parlement.
Le mandat des membres de la Rajya Sabha est d'une durée de six ans, renouvelable par tiers tous les deux ans. Sa première session a eu lieu le 13 mai 1952 et il reçut son nom en hindi le 23 août 1954.
La Rajya Sabha se réunit en session continue et n'est pas sujette à dissolution contrairement à l'autre chambre du Parlement, la Lok Sabha. Elle possède un pouvoir législatif égal à celui de la chambre basse excepté en matière de finances où cette dernière possède l'autorité ultime. En cas de désaccord législatif avec la Lok Sabha, une réunion des deux chambres est organisée pour trouver une solution au conflit.

### Lok Sabha
La Lok Sabha — la Chambre du peuple — est la chambre basse du Parlement. Le nombre maximum de ses membres est fixé à 545 dont 543 membres élus dans les États et territoires au prorata de leur population et 2 membres nommés par le Président pour représenter la communauté anglo-indienne, s'il considère que celle-ci ne l'est pas équitablement à la Chambre.
Tous les citoyens adultes de 18 ans ou plus peuvent exercer leur droit de vote, pourvu qu'aucune interdiction explicite ne les touche, mais il faut avoir 25 ans révolus pour pouvoir se présenter à une élection à la Lok Sabha.
La Lok Sabha est élu pour une période de cinq ans après laquelle elle est automatiquement dissoute, à moins que son mandat soit prolongé, une année à la fois, par une Proclamation d'urgence.  Mais, le président peut dissoudre la Lok Sabha avant la fin de son mandat à la demande du Premier ministre, comme ce fut le cas en 1971, ou s'il est convaincu qu'il est impossible de former un gouvernement stable, comme ce fut le cas en 1991. La dix-septième législature de la Lok Sahba a été élue en 11 avril à 19 mai 2019.
Les membres de Lok Sabha élisent un président (Speaker) qui est responsable du fonctionnement de la chambre ainsi qu'un président adjoint (Deputy Speaker) qui le remplace durant ses absences. L'actuel président de la chambre basse est Om Birla (BJP).
Une journée classique à la Lok Sabha débute à onze heures du matin pour se terminer à dix-huit heures, avec une interruption de treize à quatorze heures. La première heure de chaque session est la Question Hour durant laquelle sont transmises les questions destinées aux ministres du gouvernement et auxquelles seront apportées des réponses à une date fixée.

## Siège

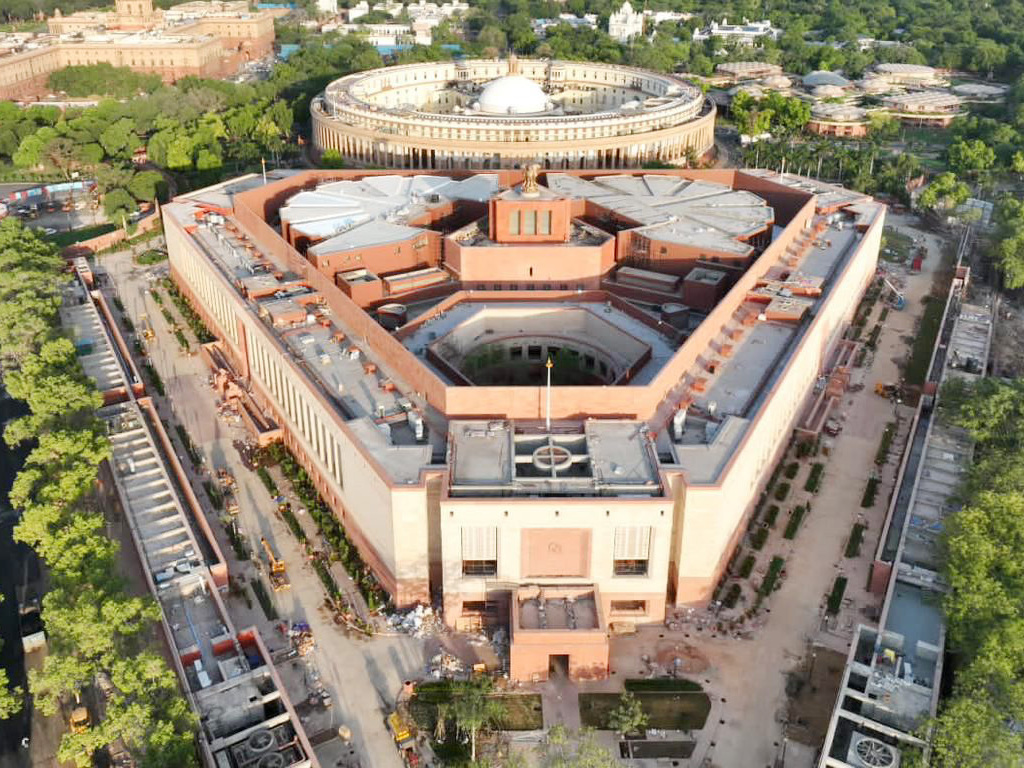
Siège du parlement depuis 2023.

Jusqu'en 2023, le Parlement siège dans l'ancien Sansad Bhavan, un bâtiment circulaire, conçu par l'architecte britannique Herbert Baker en 1912–1913.
Le toit du cercle extérieur de la structure est soutenu par 257 piliers de granit. Le Sansad Bhavan est localisé à Janpath, à proximité du Rashtrapati Bhavan, le palais présidentiel, à New Delhi, sur la Colline de Raisina.